# Disprezzo

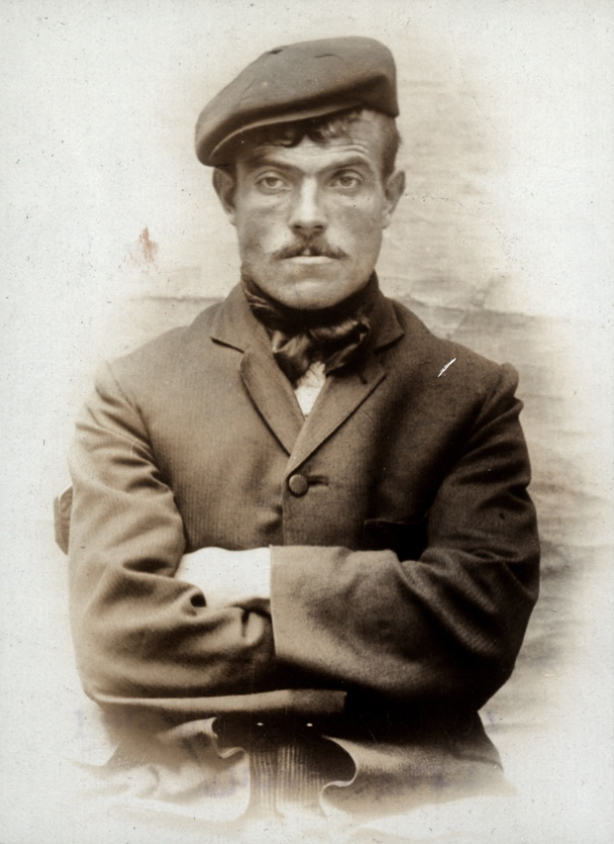
Thomas Ward, arrestato per il furto di una moneta da 1 sterlina, che ostenta disprezzo

Il disprezzo è l'atteggiamento per cui si valuta qualcosa o qualcuno inferiore o indegno della propria considerazione. 
In psicologia, sulla scia degli studi di Paul Ekman, viene incluso tra le emozioni di base. Il filosofo Robert C. Solomon colloca il disprezzo lungo la stessa dimensione del risentimento e della rabbia, sostenendo che che mentre il risentimento è una rabbia diretta verso un individuo di status superiore; la rabbia vera e propria è diretta verso un individuo di pari status mentre il disprezzo prevede una dose di rabbia diretta verso un individuo di status inferiore.

## Caratteristiche
Il disprezzo anzitutto prevede l'emissione di un giudizio, verbalizzato o meno, attorno a un oggetto o persona. La persona disprezzata viene ritenuta non essere stata in grado o non voler rispettare certi standard di condotta ritenuti fondamentali dalla persona che disprezza. Storicamente è ben noto il disprezzo con cui la nobiltà europea ha considerato le classi lavoratrici e in particolare contadine oppure quello che gli intellettuali possono riservare alle persone illetterate. 
Considerato come emozione, il disprezzo si presenta come emozione negativa, ovvero spiacevole per chi la prova in presenza dell'oggetto o della persona disprezzata, in maniera simile a quanto accade per il disgusto. 
Il disprezzo include implicitamente un elemento di confronto tra sè stessi e l'individuo diprezzato: infatti per disprezzare una data caratteristica o una certa azione compiuta da un altro, necessariamente si deve partire dalla convinzione, eventualmente erronea, di non poter incorrere nello stesso difetto. In questo senso, il disprezzo implica una positiva considerazione di sè, più o meno giustificata. Come espressione di un senso di superiorità, il disprezzo prevede anche una certa distanza psicologica tra chi disprezza e il disprezzato e tale elemento è chiaramente ravvisabile in tutti i casi in cui il disprezzo è motivato dal razzismo. Questo senso di estraneità o distanziamento psicologico è naturalmente un modo per ribadire una de-identificazione, ovvero il considerarsi radicalemente diverso dall'altro, ed è un chiaro ostacolo a qualunque forma di identificazione empatica. (Hume, 2002, 251) 

### Differenze di genere
Uomini e donne si comportano diversamente quando mostrano disprezzo nelle relazioni con persone dello stesso sesso. In generale, si pensa che le donne siano coinvolte più degli uomini nella cosiddetta aggressività sociale, consistente nel diffamare una persona assente e isolarla. Riguardo al disprezzo, le donne inoltre sembrano utilizzare, più degli uomini, una comunicazione volutamente contraddittoria, il cui contenuto verbale può essere positivo ma contemporaneamente viene rivestito da un'espressione facciale di disapprovazione.

### Relazioni di coppia
La ricerca dimostra che l’abuso infantile è legato a dinamiche comunicative disadattive, costituite da conflitti carichi di disprezzo e ritiro emozionale. Questi risultati sono importanti perché una comunicazione coniugale disadattiva risulta uno dei meccanismi attraverso cui eventuali esperienze infantili traumatiche si traducono successivamente in relazioni insoddisfacenti da adulti. Sempre dagli studi sulle relazioni di coppia, emerge che forme di aggressività verbale come il disprezzo e l'ostilità manifesta sono associate a modelli distruttivi li di risoluzione dei conflitti. Le coppie che utilizzano tali stili di comunicazione hanno maggiori probabilità di avere livelli più elevati di disagio coniugale (Roberts, 2000), livelli più bassi di soddisfazione coniugale e livelli più bassi di stabilità coniugale . Gottman ha identificato diversi comportamenti particolarmente indicativi di disagio nelle relazioni. Tra questi l'utilizzo del sarcasmo, il bisogno di porsi sulla difensiva, il disprezzo, le critiche, l'ostilità e il ritiro; se presenti in combinazione tra loro, tali comportamenti sono segno che il matrimonio si avvia a fallimento.